# Prostheclina amplior
Prostheclina amplior är en spindelart som beskrevs av Richardson, Zabka 2007. Prostheclina amplior ingår i släktet Prostheclina och familjen hoppspindlar. Inga underarter finns listade i Catalogue of Life.